# غيل إم. كيلي
غيل إم. كيلي (بالإنجليزية: Gail M. Kelly)‏ هي عالمة الإنسان أمريكية، ولدت في 9 فبراير 1933، وتوفيت في 17 أغسطس 2005.